# Cubilia fulva
Cubilia fulva là một loài bọ cánh cứng trong họ Cerambycidae.